# 고흥 운대리 분청사기 요지
고흥 운대리 분청사기 요지(高興 雲垈里 粉靑沙器 窯址)은 대한민국 전라남도 고흥군 두원면 운대리에 있는 요지이다. 2011년 12월 23일 대한민국의 사적 제519호로 지정되었다.

## 개요
고흥 운대리 분청사기 요지는 국토 최남단의 분청사기 요지라는 지역 특성과 상감, 인화, 박지, 덤벙, 귀얄 기법 등 다양한 분청사기 기법의 자기가 생산되어 그 도자사적 의의가 상당하다.
특히 이미 발굴된 1호와 2호, 두 곳의 가마 일대에서 출토된 분청사기와 가마 유구는 당시의 제작 기술을 그대로 보여주고 있어 분청사기의 특성과 변천 과정을 밝히는데 귀중한 자료를 제공하고 있다.

## 같이 보기
- 고흥 운대리 도요지 (전라남도 기념물 제80호)

## 참고 자료
- 고흥 운대리 분청사기 요지 - 국가유산청 국가유산포털